# 化学物質

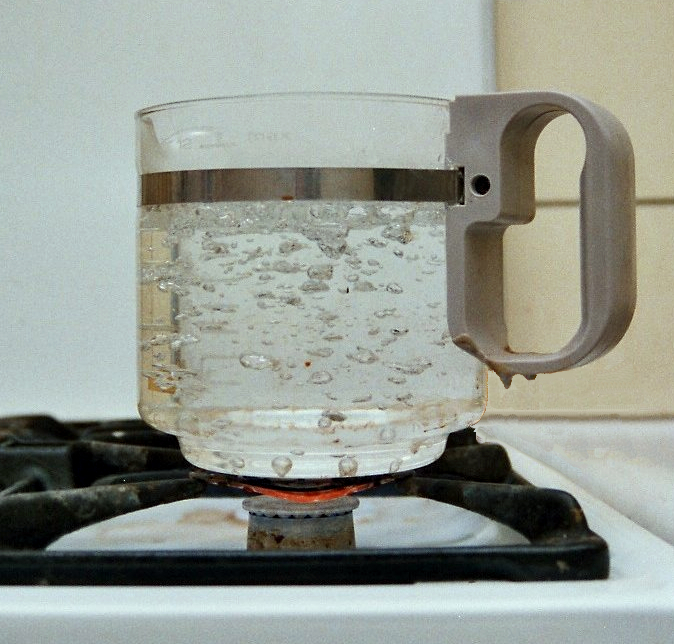
水蒸気と液体水は、同じ純粋な化学物質、水の2つの異なる形態である。

化学物質（かがくぶっしつ、英: chemical substance）とは、一定の化学組成と特徴的な性質を持つ物質の一形態である。化学物質には、単体（単一の化学元素からなる物質）、化合物、または合金がある。
物理的な手段によって、より単純な構成成分に分離できない化学物質は「純粋（pure）」であると言われ、この概念は混合物と区別することを意図している。純粋な化学物質の一般的な例は純水で、河川から単離されたものであっても、実験室で作られたものであっても、同じ性質を持ち、水素（H+）と酸素（O2-）の比率も同じである。純粋な形でよく目にする他の化学物質には、ダイヤモンド（炭素、C）、金（Au）、食塩（塩化ナトリウム、NaCl）、砂糖（スクロース、C12H22O11）などがある。しかし実際には、完全に純粋な物質ということはなく、化学物質の純度は、その化学物質の用途に応じて規定される。
化学物質は、固体、液体、気体、プラズマなどのさまざまな状態で存在しており、温度・圧力・時間の変化によって、これらの物質の相の間を行き来することがある。化学物質は、化学反応によって結合したり、他の物質に変換することができる。

## 定義

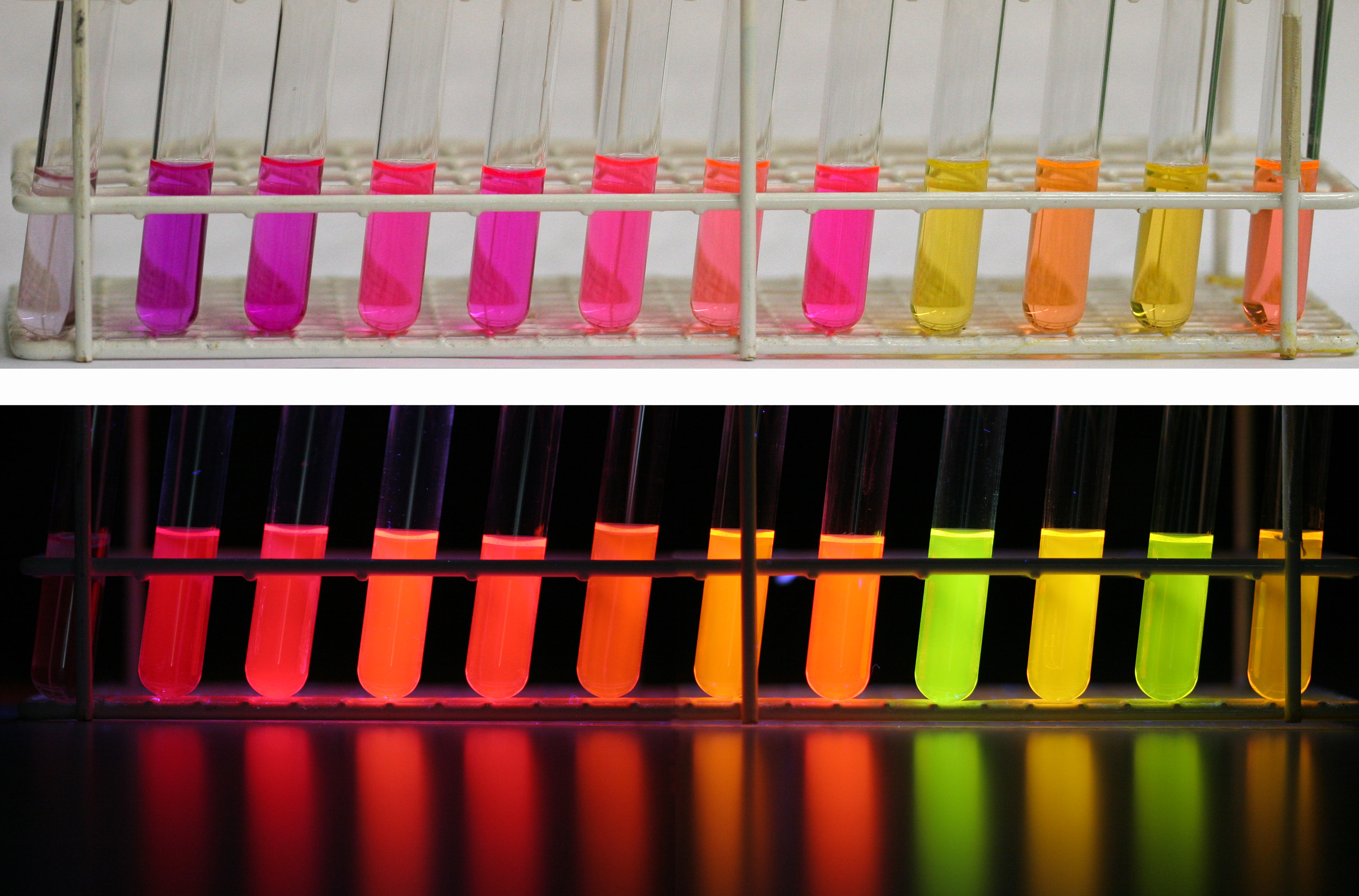
さまざまな溶媒中における単一化学物質（ナイルレッド）の可視光および紫外光下での色。化学物質が溶媒環境とどのように動的に相互作用するかを示している。

一般化学の教科書には、化学物質とは「明確な化学組成を持つあらゆる物質 (en:英語版) 」と定義しているものがある。この定義によれば、化学物質は純粋な化学元素か、純粋な化合物かのどちらかである。しかし、この定義には例外もあり、純物質は、明確な組成と明確な特性の両方を持つ物質の一形態として定義することもできる。CAS（アメリカ化学会の一部門）が公表している化学物質索引には、組成が不確かな合金もいくつか含まれている。また、非化学量論的化合物は、（無機化学において）一定組成の法則に反する特殊なケースであり、水素化パラジウムの場合のように、混合物と化合物との間に境界線を引くのが難しい場合がある。化学品（chemicals）または化学物質（chemical substances）のより広義の定義として、たとえば、米国TSCAによる『「化学物質」という用語は、特定の分子的同一性を持つ有機または無機の物質（化学反応の結果または自然界に存在するこれらの物質の全部または一部の組み合わせを含む）、および元素または結合していないラジカル。』がある。

### 地質学
地質学では、均一な組成の物質を鉱物といい、複数の鉱物（異なる物質）の物理的混合物（集合岩）を岩石と定義する。しかし、多くの鉱物は互いに溶け合って固溶体を形成するため、化学量論的には混合物であるが、一つの岩石は均一な物質である。長石はその代表例で、アノーソクレースはアルカリアルミニウム珪酸塩であり、アルカリ金属はナトリウムまたはカリウムのいずれかである。

### 法規則
法規制上の「化学物質」の定義には、純粋な物質と、組成または製造工程が規定された混合物の両方が含まれることがある。たとえば、EUのREACH規則では、「単一成分物質」、「多成分物質」、「組成が未知または変動する物質」を定義している。後者2つは複数の化学物質から構成されているが、その同一性は、直接的な化学分析によるか、または単一の製造工程を参照して確認することができる。たとえば、木炭は非常に複雑な部分的重合型の混合物であるため、その製造工程によって定義される。したがって、正確な化学的同一性は未知であるが、同定は十分な精度で行うことができる。CAS索引は混合物も対象としている。
ポリマーはほとんどの場合、モル質量が異なる分子の混合物として現れ、それぞれが個別の化学物質とみなされる。しかし、ポリマーは、既知の前駆体または反応、およびモル質量分布によって定義することができる。たとえば、ポリエチレンは、 -CH2- 反復単位の非常に長い鎖の混合物であり、一般にLDPE、MDPE、HDPE、UHMWPEなどのいくつかのモル質量分布で販売されている。

#### 日本の法令による定義
- 化学物質の審査及び製造等の規制に関する法律（化審法） - 元素又は化合物に化学反応を起こさせることにより得られる化合物（放射性物質を除く）をいう。
- 労働安全衛生法 - 元素及び化合物をいう。なお、放射性物質は含まれない。労働安全衛生法においては、通知対象物、有機溶剤、特定化学物質などのカテゴリーに分類して規制がかけられている。化学物質全般について規制がかけられているわけではない。
- 特定化学物質の環境への排出量の把握等及び管理の改善の促進に関する法律 （PRTR法）- 元素及び化合物（それぞれ放射性物質を除く）をいう。

## 歴史
「化学物質」という概念は、化学者ジョゼフ・プルーストが塩基性炭酸銅などの純粋な化合物の組成についての研究に続き、18世紀後半に確立した。彼は、「ある化合物のサンプルはすべて同じ組成を持つ。つまり、すべてのサンプルは、その化合物中に存在する元素の質量比が同じである」と推論した。現在、これは一定組成の法則（定比例の法則）として知られている。その後、特に有機化学の領域で化学合成の方法が進歩し、多くの化学元素が発見され、化学物質から元素や化合物を単離・精製する分析化学の領域で新しい技術が確立されて、現代化学の確立に到ったことで、この概念はほとんどの化学の教科書で説明されているように定義されるようになった。しかし、この定義については、化学文献で報告されている多数の化学物質を索引化する必要があるという理由で、いくつかの論点がある。
異性体はまったく同じ組成を持つが、原子の配置（配列）が異なるため、初期の研究者たちは大いに驚いた。たとえば、ベンゼンの化学的同一性については、フリードリヒ・アウグスト・ケクレによって正しい構造が説明されるまで、多くの憶測があった。同様に、原子は堅固な三次元構造を持ち、そのため三次元配置のみが異なる異性体を形成できるという立体異性体という考え方も、異なる化学物質という概念を理解する上で重要な一歩となった。たとえば、酒石酸には3つの異なる異性体があり、1つのジアステレオマーが2つのエナンチオマーを形成する一対のジアステレオマーである。

## 化学元素

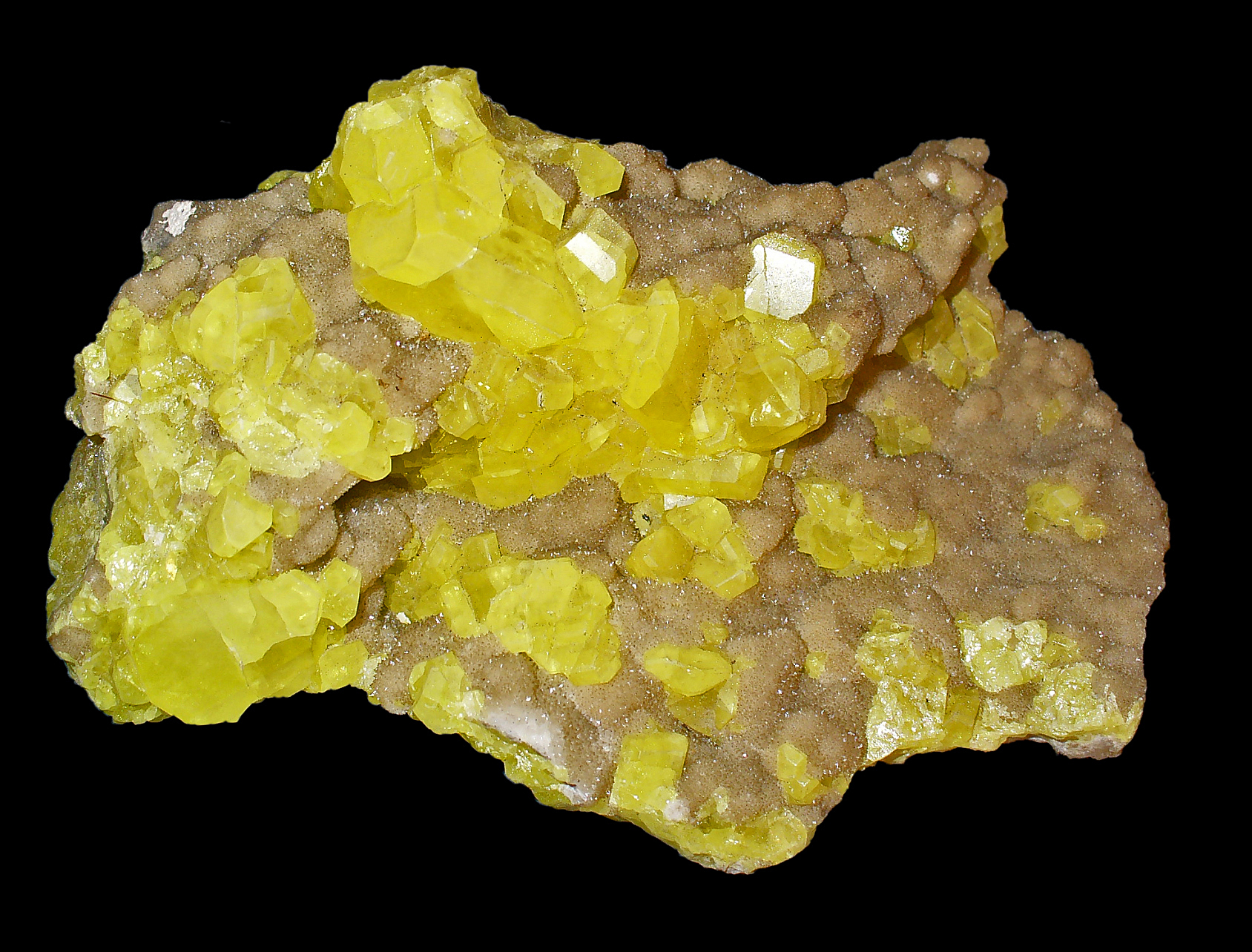
天然の硫黄結晶。硫黄は元素状硫黄として、硫化物や硫酸塩鉱物として、また硫化水素として天然に存在する。

化学元素（chemical element、元素）は特定の種類の原子から構成される化学物質であるため、化学反応によって分解したり、別の元素に変換することはできないが、原子核反応によって別の元素に変換することはできる。これは、ある元素のサンプルに含まれる原子はすべて同じ数の陽子を持つが、中性子の数が異なる同位体である可能性があるためである。
2019年現在、既知の元素は118種類あり、そのうち約80種類は安定元素で、放射性崩壊によって他の元素に変化することはない。元素の中には、複数の化学物質（同素体）で存在するものがある。たとえば、酸素は二原子酸素（O2）としても、オゾン（O3）としても存在する。元素の過半数は金属に分類される。金属は、鉄、銅、金など、特徴的な光沢を持つ元素である。典型的な金属は電気や熱をよく伝導し、展性や延性がある。炭素、窒素、酸素など約14-21種類の元素は非金属に分類される。非金属は前述のような金属的な性質は持たないが、電気陰性度が高く、陰イオンを形成する傾向がある。ケイ素のような特定の元素は、金属に似ていることもあれば、非金属に似ていることもあり、半金属元素（メタロイド）と呼ばれている。

## 化合物

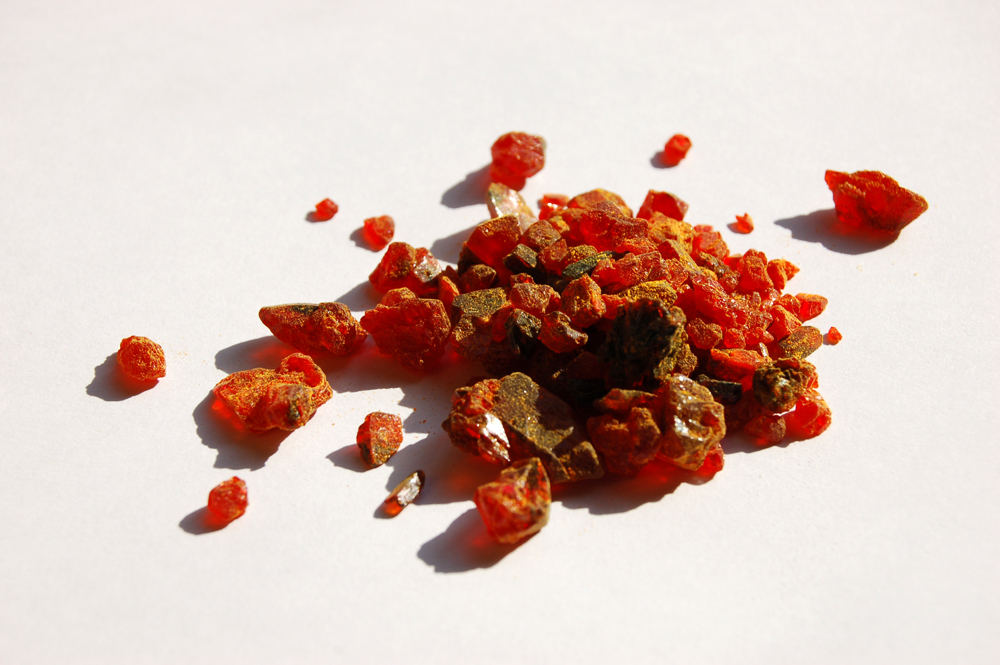
フェリシアン化カリウムは、カリウム、鉄、炭素、窒素の化合物である。シアン化物陰イオンを含むが、それを放出することはなく、毒性を示さない。

化合物とは、特定の原子やイオンの集合から構成される化学物質である。2種類以上の元素が化学反応によって1つの物質に結合したものが化合物である。すべての化合物は物質であるが、すべての物質が化合物というわけではない。
化合物には、原子どうしが結合して分子を形成しているものと、原子、分子、またはイオンが結晶格子を形成した結晶がある。炭素原子と水素原子を主な成分とする化合物を有機化合物といい、それ以外は無機化合物という。炭素と金属の結合を含む化合物は有機金属化合物という。
各原子が電子を共有する化合物は共有結合化合物という。逆電荷を帯びたイオンどうしからなる化合物はイオン化合物または塩という。
配位錯体（はいいさくたい）は、共有結合やイオン結合がなくても、配位結合によって物質が結合している化合物である。配位錯体は、単純な混合物とは異なる、明確な性質を持つ物質である。典型的には、銅イオンなどの金属が中心にあり、アンモニア分子の窒素や水中の水分子の酸素のような非金属原子が金属中心に配位結合を形成する（例：硫酸テトラアンミン銅(II)水和物、[Cu(NH3)4]SO4·H2O）。この金属を「金属中心」といい、配位する物質は「配位子」（リガンド）という。しかし、三フッ化ホウ素エーテラート BF3OEt2 の例に示されるように、中心が金属である必要はなく、ここでは強ルイス酸性であるが、非金属のホウ素中心が「金属」の役割を果たす。配位子が複数の原子で金属中心と結合している場合、その錯体はキレートと呼ばれる。
有機化学では、同じ組成と分子量を持ちつつ、互いに異なる化合物が存在することがある。一般にこれらを異性体という。通常、異性体どうしの化学的性質はほぼ異なり、多くの場合、自発的な相互変換をすることなしに単離することができる。グルコースとフルクトースは、よく比較される例で、前者はアルデヒド、後者はケトンである。これらの相互変換には、酵素または酸塩基触媒のいずれかが必要である。
ただし、互変異性体は例外で、異性化は通常の条件下で自発的に起こるため、たとえ純粋な物質を分光学的に同定し、特殊な条件下で単離できたとしても、互変異性体を分離することはできない。一般的な例はグルコースで、グルコースには鎖状体と環状体がある。グルコースは自発的にヘミアセタール体に環化するため、純粋な開鎖型グルコースを製造することはできない。

## 物質と混合物

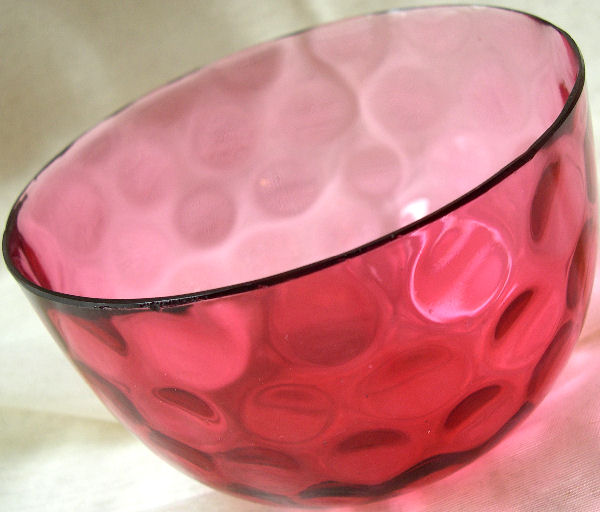
クランベリーガラスは均質に見えるが、実際にはガラスと直径約40 nmのコロイド状金粒子からなる混合物（mixture）であり、赤色を呈する。

すべての物質はさまざまな元素や化合物から構成されているが、それらはしばしば緊密に混ざり合っている。混合物には複数の化学物質が含まれており、その組成は一定ではない。原理的には、純粋に機械的な処理によって構成物質に分離することができる。バター、土壌、木材は混合物の一般的な例である。
灰色の金属鉄と黄色の硫黄はどちらも化学元素であり、任意の割合で混合して黄灰色の混合物を作ることができる。このとき化学的な反応は起こらず、磁石を使用して鉄を硫黄から引き離すなどの機械的な処理によって硫黄と鉄を分離できることから、この物質が混合物であると見分けることができる。
一方、鉄と硫黄を一定の割合（硫黄1原子に対して鉄1原子、または重量比で硫黄32グラム（1モル）に対して鉄56グラム（1モル））で一緒に加熱すると化学反応が起こり、化学式 FeS で表される硫化鉄(II)という化合物が新たに生成する。生じた化合物は化学物質のすべての性質を備えており、混合物ではない。硫化鉄(II)は融点や溶解度など独自の特性を持っており、2つの元素を通常の機械的な処理で分離することはできない。この化合物中には金属鉄が存在しないため、磁石で鉄を回収することはできない。

## 化学品と化学物質

メスシリンダーとビーカーに入った化学品。

「化学物質」（chemical substance）という用語は正確な専門用語であり、化学者にとっては「化学品」（chemical）と同義語であるが、化学品という言葉は、一般的には（純粋な）化学物質や混合物（しばしば化合物と呼ばれる）の両方を指し、特に実験室や工業プロセスで製造または精製されたものに使われる。言い換えれば、たとえば果物や野菜などに自然に含まれる化学物質は、一般的な用法では「化学品」とは呼ばれない。製品の成分表示を義務付けている国では、表示される「化学品」は工業的に製造された「化学物質」である。また、「化学品」という言葉は、中毒性、麻薬性、向精神性のある薬物を指す場合にもよく使用される。
化学業界では、製造された「化学品」は化学物質であり、製造量によってバルクケミカル、ファインケミカル、研究用ケミカルに分類される。
- バルクケミカルは非常に大量に製造され、通常は高度に最適化された連続プロセスで比較的安価に作られる。
- ファインケミカルは、殺生物剤、医薬品、技術用途の特殊化学品などの特殊な少量用途向けに、高コストで少量生産される。
- 研究用ケミカル（英語版）は、合成経路の探索や薬理活性物質のスクリーニングなど、研究のために個別に製造される。事実上、販売されることはなく、グラム単価は非常に高い。

こうした製造量の違いは、化学品の分子構造の複雑さに起因する。バルクケミカルは、一般的にそれほど複雑ではない。ファインケミカルは、もっと複雑かもしれないが、その多くは、前述のような単一用途を目的とした、より複雑な分子を合成する際の「構成要素」として販売できる程度に単純である。化学品の製造工程には、その合成だけでなく、合成の際に生じた副生成物や不純物を除去するための精製も含まれる。製造の最終段階では、化学品のバッチロットを分析し、化学品の買い手のために不純物を特定し割合を定量化する必要がある。要求される純度や分析は用途によって異なるが、バルクケミカルの製造では通常、不純物に対する許容度は高くなる。従って、米国では化学品を使用する際に、不純物の含有量が高いバルクまたは「工業グレード（technical grade）」か、より純度の高い「医薬品グレード（pharmaceutical grade）」（米国薬局方のUSP表示）のどちらかを選択することになる。商業的および法的な意味での「化学品」には、特定の化学物質ではなく、技術的な仕様に基づいて製造された製品であるため、組成が大きく変化する混合物が含まれることがある。たとえば、ガソリンは単一の化合物でも特定の混合物でもない。「ガソリン」は主に供給源、特性、オクタン価によって定義されるため、異なるガソリンは化学組成が大きく異なる可能性がある。

## 命名と索引
すべての化学物質には1つ以上の組織名（体系名、系統名）があり、通常はIUPAC命名規則に従って命名している。代替規則としてChemical Abstracts Service（CAS）がある。
多くの化合物は、より一般的で単純な名前でも呼ばれており、その多くは組織名よりも古くから使われているものである。たとえば、古くから知られているグルコースという糖は、現在では 6-(ヒドロキシメチル)オキサン-2,3,4,5-テトロール と体系的に命名されている。天然物や医薬品にも、より単純な名前が付けられている。たとえば、軽度な鎮痛剤であるナプロキセンは、化合物 (S)-2-(6-メトキシ-2-ナフチル)プロパン酸 の一般名である。
化学者は、化合物について言及するために、化学式や化合物の分子構造を使うことが多い。世界中の専門的な化学者によって合成（または単離）され、科学文献に報告される化合物の数は驚異的に増加している。既知の化学元素を化合させることにより、膨大な数の化合物が可能になる。2021年2月現在、約1億7,700万種類（配列定義生体高分子の6,800万種類を含む）の有機および無機物質が科学文献に掲載され、公的データベースに登録されている。これらの化合物の多くは慣用名を持たないことが多く、正確に覚えるのも引用するのも容易ではない。また、文献でそれらを追跡することも困難である。IUPACやCASなどのいくつかの国際機関は、このような作業を容易にするための措置を展開している。CASは、化学文献の抄録サービスを提供し、化学文献（化学雑誌や特許など）で報告された各化学物質にCAS登録番号という数値識別子を割り当てている。この情報はデータベースとしてまとめられ、化学物質索引として広く知られている。化学物質情報のために開発された、他のコンピュータ対応の表記体系には、 SMILESや国際化学物質識別子（InChI）がある。
| 一般名                           | 組織名     | 化学式 | 化学構造 | CAS登録番号 | InChI                      |
| -------------------------------- | ---------- | ------ | -------- | ----------- | -------------------------- |
| アルコールまたはエチルアルコール | エタノール | C2H5OH |          | [64-17-5]   | 1/C2H6O/c1-2-3/h3H,2H2,1H3 |

## 単離、精製、特性評価、および同定
混合物から純粋な物質を単離しなければならないことは多く、たとえば天然資源（多くの化学物質が混在することが多い）や化学反応後（化学物質の混合物が生成されることが多い）に行われる。

## 測定

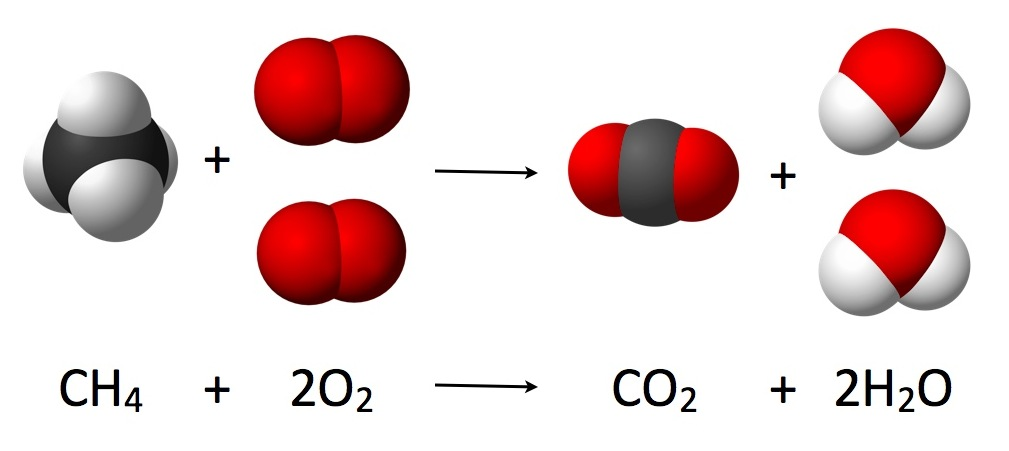
メタンの燃焼反応の化学量論図

化学量論（かがくりょうろん、英: stoichiometry）とは、化学反応の前、反応中、反応後における反応物と生成物の質量どうしの関係である。
化学量論は、反応物の総質量は生成物の総質量に等しいという質量保存の法則に基づいており、反応物と生成物の量の関係は、一般に正の整数比になるという洞察につながる。このことは、それぞれの反応物の量が既知であれば、生成物の量を計算できることを意味する。逆に、ある反応物の量が既知で、生成物の量が経験的に決定できる場合は、他の反応物の量も計算できる。
これを上の図で説明すると、平衡化学式（balanced equation) は次のとおりである。
CH
4 + 2 O
2  →  CO
2 + 2 H
2O
ここで、メタン1分子が酸素ガス2分子と反応して、二酸化炭素1分子と水2分子を生成する。この化学式は完全燃焼の一例である。化学量論はこのような量的関係を測定し、ある反応において生成される、あるいは必要とされる生成物と反応物の量を決定するために使用される。反応化学量論（reaction stoichiometry）は、化学反応に関与する物質間の量的関係を記述することを扱う。上記の例の場合、反応化学量論では、メタンと酸素が反応して二酸化炭素と水を生成する際の量的な関係を測定する。
モルと原子量との関係はよく理解されているため、化学量論によって得られる比率を利用して、平衡化学式で記述された反応における質量による量を決定することができる。これは、組成化学量論（composition stoichiometry）という。
気体化学量論（gas stoichiometry）は、気体が既知の温度、圧力、体積にあって、理想気体であると仮定できる気体を含む反応を扱う。気体の場合、理想気体の法則によって体積比は理想的に同じになるが、一つの反応の質量比は反応物と生成物の分子質量から計算しなければならない。実際には、同位体が存在するため、質量比を計算する際にはモル質量が代用される。

## 化学物質と危険性
現在、世の中に存在する化学物質は何十万種とあり、市場で広く出回っているものだけでも数万の物質がある。
一般に化学物質と言うと危険というイメージが広がっている。確かに化学物質は使用方法によっては有害なものもある一方で、昔から人間が生活で用いてきたものも多い。そういったものとしては、例えばアルコールや染料などが挙げられる。市場で出回っている化学物質の中で有害とされてきた物質は1割ほどではないかとも言われている。ただし、従来「安全」とされてきた物質であっても使いかたによっては健康に悪い影響を与えることがあることも徐々に判明してきている。また同様に、家屋の密閉度が高くなったことで、今まで見過ごされていた化学物質がシックハウス症候群といった症状を引き起こすようなケースも現れてきている。
化学物質は固体、液体、気体（ガス）、ミスト等々の状態で我々の周りに存在している。固体が特に問題となるのは粉状になっている場合である。口の中や鼻の穴にとどまることになる。一部は咳とともに体外へと排出されるが、人間の鼻や口からは絶えず粘液が流れ出ており、その多くが胃へと流れてゆく。つまり呼吸により鼻や口へと入った粉は、気管や肺に溜まったり、やがて、胃などの消化器系へと移動してしまう可能性が高い。気体の化学物質は主として肺から吸収される。一部は肺以外の粘膜を通して血液中へと移動する。
化学災害
化学災害とは、化学物質に起因する非意図的又は偶発的に起こったものの総称である。

### 化学物質による中毒

#### 大気汚染・空気汚染
- アメリカ合衆国では難燃剤や化粧品、洗剤など香料含有商品の普及と、体内における内分泌攪乱物質検出や遺伝子変異、学習障害、自閉症等の事例増加との比例が知られているが、2015年の時点では連邦法下では香料成分は表示義務付けがなかった。経済団体のアメリカ工業化学協会（英語版）のロビー活動が特に有害化学物質予防法の効果を妨げているとしてTikTokで配信されたドキュメンタリー「Stink!」で強く批判された[23]。

- 日本においては化学工場から生じた硫黄酸化物（SOx）による四日市ぜんそく、焼却炉から生じたダイオキシン、自動車の排ガスに起因すると言われる光化学スモッグ、粒子状物質（PM2.5）など呼吸器や循環器、神経系統に障害を齎す公害が生じたことがある。また建材から生じるアスベストによる肺炎や、揮発性の接着剤によるVOC汚染に起因するシックハウス症候群もある。

- 工業地帯やカーボンリサイクル事業などにより生成されることがある炭化水素による汚染も、VOC、VOCs、VVOC、SVOC、POM汚染（揮発性有機化合物による汚染）として世界保健機関（WHO）や、経産省・環境省が注意喚起を行っている[24]。

- 違法ドラッグ・脱法ドラッグなどのうち揮発性物質のものも空気を汚染する。タバコも同様である。

#### 食品汚染
食中毒の中でも、何らかの原因によって鉛、ヒ素などの無機物質、PCB、メチルアルコールなどの有機化合物などの化学物質が食品中に混入し人を侵襲して起きる食中毒は「化学物質による食中毒」と定義されている。
食中毒には様々な原因のものがあるが、他の原因の食中毒であれば消費者の側で予防することができる場合があるのに対して、化学物質による食中毒というのは消費者の側で予防することは困難だということが言える。
日本で起きた「化学物質による食中毒」事件で特に知られた件に限っても、今までに以下のような事件が起きている。
- ヒ素によって粉ミルクが汚染された事件（1955年）（森永ヒ素ミルク事件）。
- 米ぬか油へのPCBが混入したとされた事件（1968年)　（カネミ油症事件）。
- 工業用メチルアルコールによる中毒事件（1974年）。
- 2024年の小林製薬紅麹サプリメント問題では、腎臓を傷害するプベルル酸が市販のサプリメントに混入していたことにより多くの死者が発生したとされる。医薬品の開発については、アメリカではNIH, イギリスではMRC、インドではDSTなど政府の医薬品開発基金が存在するが、製造時の品質維持や医薬品詐欺（英語版）問題については、アメリカでは、医薬品の適正製造規範（GMP、the Good Manufacturing Practice）が設けられている。

- 合法的な薬剤も個人の体質によっては、アナフィラキシー、脈拍異常など重篤なアレルギー様食中毒（副作用）を生じさせることがある。

#### 鉱毒、廃棄物による水質汚染
- 日本においては銅による足尾銅山鉱毒事件や、水銀による水俣病が、政治問題に発展した。
- 富山県神通川の流域住民の方々にイタイイタイ病が起きたのは、金属鉱業所と関連施設から排出されたカドミウムが原因とされている（イタイイタイ病事件、1945年頃から）。
- 2023年夏、東京都の横田基地周辺地域の広域で、井戸水から、消火剤に含まれるPFAS（ピーファス）、PFOS（ピーフォス）が基準値の400倍検出され報道された。
- マイクロプラスチックによる海洋汚染が問題視され、日本ではスーパーマーケットなどで無料で配られていた使い捨てプラスチック袋が2020年7月に有料化された。
- 化粧品やシャンプーに含まれるシリコーン化合物のうち環状構造のもの（環状シロキサン）も難分解性及び生物蓄積性などの有害性が指摘されており、環境や生物への悪影響が懸念されている[26]。

- 化学物質が人の口を通して健康に被害をもたらす例として、ヒ素による中毒が挙げられる。日本では、茨城県で高濃度のヒ素が井戸水から検出され健康への影響が出ているとされており、他国ではバングラデシュ、中国、ネパール、ベトナム、カンボジアなどのアジア諸国においてヒ素による中毒が広がっているという[25]。

- 外資企業による石油・ガスなどの鉱業が盛んなナイジェリアでは、流出した石油による海洋汚染や、水質汚染、天然ガスの燃焼による二酸化炭素の放出などの環境問題（英語版）がある。

#### 化学兵器
- 軍事機関によるサリン兵器、マスタードガス、枯葉剤などの兵器開発の歴史があり、後述のとおり殺人的な化学兵器については禁止廃棄条約が発効した。米国国土安全省のシナリオでは、大都市では塩素ガスのテロが生じた場合、17,000 名の死者と 100,000 人の負傷者が出ることが想定されている[27]。
- 催涙剤など警察機構に使用されるものもある。ロシア政府はモスクワ劇場テロの際にカルフェンタニル（オピオイド）を使用したと言われている。

### 規制
- 世界的な規制の枠組みとして、1987年の国際連合環境計画（UNEP）ガイドラインの後継となるロッテルダム条約（正式名称「国際貿易の対象となる特定の有害な化学物質及び駆除剤についての事前のかつ情報に基づく同意の手続に関するロッテルダム条約」）が設けられている。
- 欧州共同体（EU）における化学物質規制の枠組みは2007年、新たにREACH（The Registration, Evaluation, Authorisation and Restriction of Chemicals。化学物質の規制、評価、管理及び制限）の規定が設けられ 、人体や環境にとって安全な化学物質を製造、販売、または使用することを保証するのは企業の責任であるという原則に基づいて、統制が実施されている。
- アジア太平洋経済協力（APEC）では2008年、化学対話（CD）が Principles for Best Practice in Chemical Regulation（化学物質規制のための最善実務原則）を取り決めて、貿易委員会（CTI）とともに各国の担当大臣に啓蒙活動を行っている。
- 化学兵器については1997年に、193カ国のあいだで化学兵器の開発、生産、貯蔵及び使用の禁止並びに廃棄に関する条約が発効した。

### リスク発生原因
作業者リスク化学物質を取り扱う作業者が化学物質を吸い込んだり触れることで生じる作業者の健康リスク。
製品経由リスク製品に含まれる化学物質によって人や環境中の生物に生じるリスク。
環境経由リスク大気や水などの環境中に排出された化学物質によって人や環境中の生物に生じるリスク。
フィジカルリスク事故によって生じる設備や建物、人や環境中の生物に生じるリスク。

### 危険性の高い化学物質から身を守る方法
日常生活や一般の仕事の場で、危険性の高い化学物質から身を守る方法としては次のようなことが挙げられている。
- 口に入れない、唇に接触させない。
- においを嗅がない。吸い込まない。
- 素肌・素手で触れない。
- 化学物質どうしを近づけない。
- やむを得ず扱う時は換気を確保し、風上に身を置く。
- 保管は屋外の離れた場所にする。
- 検尿やアレルギー検査を受ける。検査キットが市販されている国もある。

有害な化学物質への職業ばく露を防止するためには、有害な化学物質の代替化、装置の密閉化や局所排気装置等の設置、適切な管理や取扱い、保護具の着用などが重要である。このうち、もっとも効果が高いのは有害な化学物質の代替化であるが、安易な代替化はかえって危険性を増大させるという指摘もある。また、保護具の着用も適切なものを選択し、適切に管理・使用しなければならない。
日本においては中毒を診断できる医療機関はほとんどないが、埼玉医科大学の臨床中毒センターは診断を行えるとされている。